# Julio Pardo Padrós
Julio Pardo Padrós (Barcelona, 14 de julio de 1951-Ibid., 11 de mayo de 2018) fue un jurista, abogado y dirigente deportivo español. Fue presidente del Real Club Deportivo Espanyol de Barcelona entre 1989 y 1993.

## Biografía
Julio Pardo se licenció en Derecho en 1973. Con 18 años se hizo socio del RCD Espanyol. A mediados de 1989, con solo 38 años, se dio a conocer encabezando el denominado Grupo de los 18, un colectivo integrado por jóvenes profesionales liberales, cuyo objetivo era concurrir a las elecciones a la presidencia del club, las primeras celebradas por sufragio directo en la historia la entidad barcelonesa. En aquel momento el RCD Espanyol vivía una situación delicada, con la dimisión de Antonio Baró y una mala racha deportiva, que culminó con el descenso a Segunda División. Los comicios se celebraron el 3 de diciembre de 1989, y Pardo se impuso con un 41 % de los votos, superando las candidaturas de Manuel Meler (27 %), Pablo Ornaque (18 %) y Abel Hernández (14 %).
En su primera temporada el club logró recuperar la categoría, tras superar una agónica promoción contra el CD Málaga. Este fue el éxito deportivo más relevante durante el mandato de Pardo, ya que las siguientes temporadas el equipo solo pudo luchar por mantener la categoría.
Más destacada fue su gestión en los despachos, donde lideró la conversión del club a sociedad anónima deportiva, entre 1991 y 1992. Paralelamente, aparecieron grupos opositores que criticaron la falta de transparencia en la gestión del club. En septiembre de 1992, José Manuel Lara denunció que durante el mandato de Pardo se había acumulado una deuda cercana a los 6000 millones de pesetas.
Los malos resultados económicos y deportivos, junto con la presión de la oposición, que lideraban la familia Lara y Claudio Biern Boyd, obligó finalmente a Pardo a presentar la dimisión, en la primera junta general de accionistas celebrada tras la conversión del club en SAD, el 21 de enero de 1993. En esta asamblea fue elegido Francisco Perelló como hombre de consenso al frente del club. 
El noviembre de 1994 la junta de accionistas del RCD Espanyol reprobó a Julio Pardo, tras presentar el Consejo de Perelló un informe donde se calificaba la gestión del anterior presidente como "negligente, malgastadora y comprometida para el club". Finalmente, el RCD Espanyol se vio abocado a vender su estadio en la carretera de Sarriá para poder enjuagar la deuda contraída, que superaba los 11 000 millones de pesetas.